# DR 137 068 bis 073
Die Triebwagen der Reihe DR 137 068 bis 073 entstanden als modifizierte Variante der DR 137 058 … 079 durch die Firma MAN. Es wurden sechs Exemplaren gebaut. Zwei Fahrzeuge der Serie kamen nach dem Zweiten Weltkrieg zur Deutschen Bundesbahn und wurden als VT 33.2 bezeichnet, drei blieben bei der Deutschen Reichsbahn. Ein Fahrzeug war bis 1976 als 185 008-0 im planmäßigen Einsatz.

## Geschichte
Diese sechs Fahrzeuge entstanden zur gleichen Zeit wie die DR 137 058 … 079. Gegenüber diesen unterschieden sie sich durch einen etwas größeren Gepäckraum und anderen Details. So waren die äußeren Einstiegstüren als Schiebetüren anstatt Drehtüren wie bei den DR 137 058 … 079 gestaltet, die Sitzplatzzahl fiel gegenüber den Vergleichsfahrzeugen geringer aus und die Handstangen waren an den Einstiegstüren heruntergezogen.
Nach ihrer Abnahme waren die Fahrzeuge im Bahnbetriebswerk Darmstadt-Kranichstein und im Bahnbetriebswerk Halle eingesetzt. Zu Kriegsbeginn wurden die Fahrzeuge zunächst stillgelegt, danach wurden sie für Kriegsdienste verwendet. Bekannt ist der Einsatz von Fahrzeugen als Notstromaggregat.

## VT 33 202 / 203
Der 137 068 wurde während des Krieges zerstört und musste 1944 ausgemustert werden. Von den restlichen Fahrzeugen verblieben zwei bei der Deutschen Bundesbahn und wurden als VT 33 202 und VT 33 203 bezeichnet, drei blieben bei der Deutschen Reichsbahn in der DDR. Die bei der DB verbliebenen Fahrzeuge waren zum Ende bei den Bahnbetriebswerken Darmstadt und Bielefeld beheimatet. 1965 wurde das letzte Fahrzeug ausgemustert.
Die bei der Deutschen Reichsbahn verbliebenen Fahrzeuge fuhren etwas länger. Bei diesen Fahrzeugen war der VT 137 071 bis 1969 im Einsatz und wurde dann ausgemustert, der VT 137 069 verblieb bis 1976 in Güsten und Aschersleben und erhielt noch die EDV Bezeichnung 185 008-0.

## Fahrzeugbeschreibung
Bis auf die genannten Änderungen entsprachen die Fahrzeuge den DR 137 058 … 079. Sie hatten denselben dieselelektrischen Antrieb. Waren sie zur Auslieferung durchweg mit seitlichen- und Frontschürzen ausgestattet, so liefen sie nach dem Krieg zur besseren Wartung der unter dem Wagen befindlichen Maschinenteile ohne Schürze.